# Stolnica v Albengu
Stolnica v Albengu (italijansko: Cattedrale di San Michele Arcangelo ali Duomo di Albenga) je rimskokatoliška stolnica, posvečena svetemu Mihaelu v mestu Albenga v pokrajini Savona in regiji Ligurija v Italiji. Je sedež škofije Albenga-Imperia. 
Cerkev je prostor zasedla na prelomu 4. do 5. stoletja, vendar je sedanja zgradba srednjeveška, zgrajena okoli leta 1100, z večjo obnovo v drugi polovici 12. stoletja in drugo leta 1582. Projekt obnove v 1970-ih je stavbo v veliki meri vrnila v srednjeveško obliko. Zvonik v današnji obliki so obnovili v 1390-ih.
Relikvije svetega Verana (San Verano), ki je bila v 6. stoletju ključnega pomena za krščanstvo v Albengu, so ohranjene v svetišču.
Notranjost stolnice je dobro založena s skulpturami in umetniškimi deli. Stropne freske iz 19. stoletja so delo Maurizia in Tommasa Carrega. Druge freske, zlasti tiste v apsidi, so iz 15. stoletja. V desni stranski ladji je freska Klara Asiška in dva donatorja umetnika Il Pancalino ter Križanje z Antonom Puščavnikom in Janez Evangelist s škofom Albenga. Oltarna slika na visokem oltarju prikazuje svetega Verana, svetega Mihaela in Janeza Krstnika.
Stolnica ima tudi dve sliki iz konca 14. stoletja Luca Bauda Sveti Eligij in sveti Ampelij, sliko Čudež iz San Verana Giovannija Lanfranca in Madono in dete s svetniki Orazia de Ferrarija (zadnji dve iz varnostnih razlogov nista javno prikazani).

## Zgodovina
Temelj preproste zgradbe čaščenja, ki je stala v zgodovinskem središču srednjeveškega mesta Albenga, sega čas obnove mesta, ki ga je Kostancij III. opravil med koncem 4. stoletja in začetkom 5. stoletja v središču rimskega mesta (iz 1. stoletja pred našim štetjem). in stoji na mestu s točnimi dimenzijami zgodnjekrščanske cerkve. Gradnja je potekala okoli leta 1100 na ostankih starodavne zgodnjekrščanske cerkve in še v drugi polovici 12. stoletja.
Po legendi je na poti, ki vodi iz Albenga do Alassia, obstajala kača, ki je pobila vse. Ljudje so hodili v procesiji in molili k nadangelu Mihaelu, da ubije kačo. Ponoči je zagledal žarek, ki je prihajal z neba in se napotil proti točki na cesti, ljudje so to hitro opazili in kačo ubili.

### Prva zgradba
prva študija antične zgradbe zgodnjega krščanstva je bila izvedena med letoma 1964 in 1967, v kateri so ugotovili, da je bila zgradba bazilika in zelo velika. Pri arheoloških izkopavanjih so bili odkriti temelji dveh stebrov, ki sta obogatila oltar. Z vdorom lombardskega kralja Rotarija leta 643 na ozemlja Ligurije, se je cerkev zmanjšala na eno osrednjo ladjo.
Zahvaljujoč delitvi Ligurije na marke, ki je omogočila večji pomen za Albengo in njegovo škofijo, je bila zgradba v 11. stoletju obnovljena v obliki protoromanske ladje in kripte. Faze te obnove so še vedno vidne v spodnji steni fasade.

## Današnja stavba
Trenutna stavba stolnice je delo novejše rekonstrukcije iz konca 12. stoletja, čeprav bi nekateri viri to širitveno intervencijo premaknili v prva desetletja 13. stoletja, ki je tloris stavbe vrnila v prvotnega (s tlorisom bazilike), z zamenjava vzdolžnih sten z novimi stebri s poudarjenimi loki.
Leta 1582 je bil pod škofom Luco Fieschijem, na zahtevo apostolskega vizitatorja Nicolòja Mascardija sprejet sistem, ki je prilagodil stavbo novim določbam protireformacije. Dela so sestavljala dvig tal za približno 1 meter, da bi jih prilagodili tistemu na trgu pred cerkvijo, vgradnjo stebrov in pilastrov, rušenje lesene strehe in zamenjavo z novimi obokanimi konstrukcijami, sklenjeno je bilo, da se zgradi banjast obok v osrednji ladji in križni oboki na obeh stranskih ladjah; dodana so bile tudi nova okna za osvetlitev stolnice in novi okrasni elementi, štukature in skulpture v balustradah in oltarjih. Na stranskih krakih transepta sta bili zgrajeni kupoli, spremenjena so bila okna; koničasti loki glavne ladje so bili porušeni, tako da so jih nadomestili s policentričnimi loki, postavljenimi višje.

### Sodobna stavba
Obnovitev notranjosti se je začela leta 1937, medtem ko je že leta 1946 Nino Lamboglia predlagal obnovitev, ki so jo že začeli v poznem 19. stoletju. Od leta 1964 se je začela celovita študija obnove srednjeveških kanonov strukture, ki jo je zasnoval inženir De Maestri, ki je skrbel tudi za statični del in napredovanje del, pod strogim nadzorom Genove, z arhitekturnim svetovanjem Morozza Rocca in zgodovinsko-arheološki del samega Nina Lamboglia; delalo je lokalno podjetje Formento iz mesta Finale Ligure, ki je dela izvajalo v letih 1965-1967. Vendar je obnovitev srednjeveškega sloga 13. stoletja ustvarila le kopijo strukture, kot naj bi bila, dodanih je bilo preveč dodatkov ustvarjenih v 16. stoletju, ki bi tako za vedno izgubili umetniško in kulturno vrednost. Vendar strokovnost, s katero so bila dela izvedena in sposobnost popolnega poustvarjanja srednjeveških slogov ponujata strukturo, ki je gotovo podobna izvirniku.
Delo je starodavno dno vrnilo na prvotno raven in podzemno romansko kripto, ki je bila v novi stavbi 12.-13. stoletja napolnili.
Sosednji zvonik je med letoma 1391 in 1395 obnovil arhitekt-kanonik Serafino Mignano s pomočjo mojstrskih gradbenikov Oberta in Tommasa Caressia. Velja za najbolj znan primer obdobja pozne gotike, ki je razvit v petih nadstropjih, z biforami v treh nadstropjih, ki so ločena s frizi.

## Slike
- Glavna ladja
- Freska sv. Klare
- Relikvija sv. Verana
- Fresca Janez Krstnik in sv. Boštjan
- Detajl sv. Boštjana
- Orgle